# Цешино (Свідвинський повіт)
Цешино (пол. Cieszyno, нім. Teschenbusch) — село в Польщі, у гміні Свідвин Свідвинського повіту Західнопоморського воєводства.
Населення — 659 осіб (2011).

## Демографія
Демографічна структура станом на 31 березня 2011 року:
|          | Загалом | Допрацездатний вік | Працездатний вік | Постпрацездатний вік |
| -------- | ------- | ------------------ | ---------------- | -------------------- |
| Чоловіки | 334     | 66                 | 251              | 17                   |
| Жінки    | 325     | 55                 | 218              | 52                   |
| Разом    | 659     | 121                | 469              | 69                   |